# Beniamino di Tiberiade
Beniamino di Tiberiade (Tiberiade, ... – prima del 639) condottiero ebreo a capo di una rivolta di stampo messianico contro l'Impero romano d'Oriente.

## Biografia
Nato a Tiberiade da una facoltosa famiglia dell'aristocrazia locale, Beniamino si schierò nel 614 con l'esercito persiano pronto ad invadere la Giudea per strapparla al controllo bizantino. Supportando con proprie truppe l'armata del generale sassanide Sharbaraz e di Nehemiah ben Hushiel, figlio dell'esilarca di Babilonia, nonché portatore di speranze di riscossa messianica, Beniamino contribuì alla presa di Gerusalemme e alla sconfitta delle milizie cristiane.
Nel 616 Beniamino invase di propria iniziativa la Fenicia, ma non riuscì a conquistare Tiro e il sospirato sbocco sul mare a causa della resistenza opposta dalla popolazione della città, che prese in ostaggio la comunità ebraica locale, costringendo l'esercito galileo alla ritirata. 
A partire dall'anno successivo, Beniamino si attestò con le sue truppe a nord, in Galilea, complice anche il sopravvenuto assassinio di Nehemiah, consumatosi nel frattempo a Gerusalemme, evento che segnò la fine della preminenza ebraica in città. 
Nel 625 l'imperatore Eraclio riprese il controllo di Tiberiade e dei restanti territori palestinesi, incontrandosi con Beniamino in quella medesima città. Accusato di aver inflitto molti mali ai cristiani, Beniamino finì tuttavia per essere assolto in cambio di una formale adesione al cristianesimo. Accompagnò quindi Eraclio nel suo solenne ingresso a Gerusalemme.
Dopo questa data non si hanno più sue notizie.